# Assemblea Nacional Catalana
Assemblea Nacional Catalana (ANC) (svenska: Katalanska nationalförsamlingen) är en katalanistisk gräsrotsrörelse startad 2012 som strävar efter Kataloniens politiska oberoende från Spanien. Organisationen främjar också självständigheten för andra katalansktalande regioner, som tillsammans kallas för de katalanska länderna (Països Catalans). Organisationens nuvarande president är Lluís Llach.
ANC bildades 2012 efter större omröstningar 2011 som samlade stora antal väljare i flera katalanska kommuner, och är enligt dem själva idag (2024) "den mest inflytelserika civilsamhällesorganisationen i Katalonien" som verkar för Kataloniens självständighet. Organisationen hade 2024 drygt 90 000 medlemmar, och organiserade årligen stora demonstrationer för Kataloniens oberoende.
Organisationen är ekonomiskt och politiskt oberoende, och finansieras av medlemmarna och privata donationer. Inga sittande politiker får ta positioner inom ANC. Lluís Llach menar att organisationen måste ha en kritisk hållning gentemot de politiska partierna, och att ANC inte anser att de fyller den funktion de borde som partier som stöttar katalansk självständighet.